# مورسدورف
مورسدورف (به آلمانی: Mörsdorf) یک شهر در آلمان است که در Kastellaun واقع شده‌است. مورسدورف ۶۹۴ نفر جمعیت دارد.